# كارلوس بيريز سواريز
كارلوس بيريز سواريز (بالإسبانية: Carlos Pérez Suárez)‏ (14 يوليو 1994 بغوادالاخارا في المكسيك - ) هو ملاكم مكسيكي، صنّف ضمن فئة وزن خفيف الوسط ‏.

## إحصائيات
خاض خلال مسيرته 5 نزالات، فاز في 4 ولم يتعادل وخسر في 1. فاز بالضربة القاضية في 3 نزالات.

## روابط خارجية
- كارلوس بيريز سواريز على موقع بوكس ريك (الإنجليزية) (registration required)